# Pauilhac
Pauilhac är en kommun i departementet Gers i regionen Occitanien i sydvästra Frankrike. Kommunen ligger i kantonen Fleurance som tillhör arrondissementet Condom. År 2022 hade Pauilhac 601 invånare.

## Befolkningsutveckling
Antalet invånare i kommunen Pauilhac
Referens:INSEE